# Schizophragma corylifolium
Schizophragma corylifolium är en hortensiaväxtart som beskrevs av Woon Young Chun. Schizophragma corylifolium ingår i släktet Schizophragma och familjen hortensiaväxter. Inga underarter finns listade i Catalogue of Life.